# Tanygona lignicolorella
Tanygona lignicolorella är en fjärilsart som beskrevs av Braun 1923. Tanygona lignicolorella ingår i släktet Tanygona och familjen fransmalar. Inga underarter finns listade i Catalogue of Life.